# سه‌گانه آونتین
سه‌گانه آونتین (انگلیسی: Aventine Triad) اصطلاحی مدرن برای آیین مشترک دین در روم باستان، سرس (اسطوره)، لیبر وپروسرپینا است.